# Trượt băng tốc độ tại Thế vận hội Mùa đông 2006
Trượt băng tốc độ tại Thế vận hội Mùa đông 2006 (speed skating) bao gồm 12 bộ môn cho cả nam và nữ, mỗi phái thi đua trong 5 bộ môn cá nhân và 1 bộ môn đội.

## Bảng huy chương
|   | Quốc gia   | Vàng | Bạc | Đồng | Tổng |
| - | ---------- | ---- | --- | ---- | ---- |
| 1 | Hoa Kỳ     | 3    | 3   | 1    | 7    |
| 2 | Hà Lan     | 3    | 2   | 4    | 9    |
| 3 | Canada     | 2    | 4   | 2    | 8    |
| 4 | Ý          | 2    | 0   | 1    | 3    |
| 5 | Đức        | 1    | 1   | 1    | 3    |
| 5 | Nga        | 1    | 1   | 1    | 3    |
| 7 | Trung Quốc | 0    | 1   | 1    | 2    |
| 8 | Hàn Quốc   | 0    | 0   | 1    | 1    |
|   | Tổng cộng  | 12   | 12  | 12   | 36   |

## Nam
|   | Huy chương | Vận động viên            | Thời giờ |
| - | ---------- | ------------------------ | -------- |
| 1 | Vàng       | Joey Cheek (Hoa Kỳ)      | 69,76    |
| 2 | Bạc        | Dmitri Dorofejew (Nga)   | 70,41    |
| 3 | Đồng       | Lee Kang-Seok (Hàn Quốc) | 70,43    |
| 4 |            | Oikawa Yuya (Nhật Bản)   | 70,56    |
| 5 |            | Yu Fengtong (Trung Quốc) | 70,68    |
| 6 |            | Kato Joji (Nhật Bản)     | 70,78    |
| 7 |            | Michael Ireland (Canada) | 70,88    |
| 8 |            | Choi Jae-Bong (Hàn Quốc) | 71,04    |

|   | Huy chương | Vận động viên             | Thời giờ |
| - | ---------- | ------------------------- | -------- |
| 1 | Vàng       | Shani Davis (Hoa Kỳ)      | 1:08,89  |
| 2 | Bạc        | Joey Cheek (Hoa Kỳ)       | 1:09,16  |
| 3 | Đồng       | Erben Wennemars (Hà Lan)  | 1:09,32  |
| 4 |            | Lee Kyou-Hyuk (Hàn Quốc)  | 1:09,37  |
| 5 |            | Jan Bos (Hà Lan)          | 1:09,42  |
| 6 |            | Chad Hedrick (Hoa Kỳ)     | 1:09,45  |
| 7 |            | Jevgeni Lalenkov (Nga)    | 1:09,46  |
| 8 |            | Stefan Groothuis (Hà Lan) | 1:09,57  |

|   | Huy chương | Vận động viên                 | Thời giờ |
| - | ---------- | ----------------------------- | -------- |
| 1 | Vàng       | Enrico Fabris (Ý)             | 1:45,97  |
| 2 | Bạc        | Shani Davis (Hoa Kỳ)          | 1:46,14  |
| 3 | Đồng       | Chad Hedrick (Hoa Kỳ)         | 1:46,22  |
| 4 |            | Simon Kuipers (Hà Lan)        | 1:46,58  |
| 5 |            | Erben Wennemars (Hà Lan)      | 1:46,71  |
| 6 |            | Ivan Skobrev (Nga)            | 1:46,91  |
| 7 |            | Petter Andersen (Na Uy)       | 1:47,15  |
| 8 |            | Mikael Flygind-Larsen (Na Uy) | 1:47,28  |

|   | Huy chương | Vận động viên           | Thời giờ |
| - | ---------- | ----------------------- | -------- |
| 1 | Vàng       | Chad Hedrick (Hoa Kỳ)   | 6:14,68  |
| 2 | Bạc        | Sven Kramer (Hà Lan)    | 6:16,40  |
| 3 | Đồng       | Enrico Fabris (Ý)       | 6:18,25  |
| 4 |            | Carl Verheijen (Hà Lan) | 6:18,84  |
| 5 |            | Arne Dankers (Canada)   | 6:21,26  |
| 6 |            | Bob de Jong (Hà Lan)    | 6:22,12  |
| 7 |            | Shani Davis (Hoa Kỳ)    | 6:23,08  |
| 8 |            | Øystein Grødum (Na Uy)  | 6:24,21  |

### 10000 m
|   | Huy chương | Vận động viên           | Thời giờ |
| - | ---------- | ----------------------- | -------- |
| 1 | Vàng       | Bob de Jong (Hà Lan)    | 13:01.57 |
| 2 | Bạc        | Chad Hedrick (Hoa Kỳ)   | 13:05.40 |
| 3 | Đồng       | Carl Verheijen (Hà Lan) | 13:08.80 |
| 4 |            | Oystein Grodum (Na Uy)  | 13:12.58 |
| 5 |            | Lasse Saetre (Na Uy)    | 13:12.93 |
| 6 |            | Ivan Skobrev (Nga)      | 13:17.54 |
| 7 |            | Sven Kramer (Hà Lan)    | 13:18.14 |
| 8 |            | Enrico Fabris (Ý)       | 13:21.54 |

### Đội
|   | Huy chương | Vận động viên                                                                           | Thời giờ |
| - | ---------- | --------------------------------------------------------------------------------------- | -------- |
| 1 | Vàng       | Stefano Donagrandi, Enrico Fabris, Matteo Anesi, Ippolito Sanfratello (Ý)               | 3:44.46  |
| 2 | Bạc        | Jason Parker, Steven Elm, Arne Dankers, Denny Morrison, Justin Warsylewicz (Canada)     | 3:47.28  |
| 3 | Đồng       | Rintje Ritsma, Carl Verheijen, Erben Wennemars, Mark Tuitert, Sven Kramer (Hà Lan)      | 3:44.53  |
| 4 |            | Eskil Ervik, Lasse Sætre, Øystein Grødum, Håvard Bøkko, Mikael Flygind-Larsen (Na Uy)   | 3:45.96  |
| 5 |            | Aleksandr Kibalko, Dmitri Shepel, Artyom Detyshev, Yevgeny Lalenkov, Ivan Skobrev (Nga) | 3:46.91  |
| 6 |            | KC Boutiette, Derek Parra, Clay Mull, Chad Hedrick, Charles Leveille Cox (Hoa Kỳ)       | 3:49.73  |
| 7 |            | Jens Boden, Tobias Schneider, Robert Lehmann, Stefan Heythausen, Jörg Dallmann (Đức)    | 3:48.28  |
| 8 |            | Ushiyama Takahiro, Sugimori Teruhiro, Nakajima Takaharu, Miyazaki Kesato (Nhật Bản)     | 3:50.37  |

## Nữ
|   | Huy chương | Vận động viên             | Thời giờ |
| - | ---------- | ------------------------- | -------- |
| 1 | Vàng       | Svetlana Schurova (Nga)   | 76,57    |
| 2 | Bạc        | Wang Manli (Trung Quốc)   | 76,78    |
| 3 | Đồng       | Ren Hui (Trung Quốc)      | 76,86    |
| 4 |            | Okazaki Tomomi (Nhật Bản) | 76,92    |
| 5 |            | Lee Sang-Hwa (Hàn Quốc)   | 77,04    |
| 6 |            | Jenny Wolf (Đức)          | 77,25    |
| 7 |            | Wang Beixing (Trung Quốc) | 77,27    |
| 8 |            | Osuka Sayuri (Nhật Bản)   | 77,39    |

|   | Huy chương | Vận động viên               | Thời giờ |
| - | ---------- | --------------------------- | -------- |
| 1 | Vàng       | Marianne Timmer (Hà Lan)    | 1:16,05  |
| 2 | Bạc        | Cindy Klassen (Canada)      | 1:16,09  |
| 3 | Đồng       | Anni Friesinger (Đức)       | 1:16,11  |
| 4 |            | Ireen Wüst (Hà Lan)         | 1:16,39  |
| 5 |            | Kristina Groves (Canada)    | 1:16,54  |
| 6 |            | Barbara de Loor (Hà Lan)    | 1:16,73  |
| 7 |            | Svetlana Schurova (Nga)     | 1:17,13  |
| 8 |            | Katarzyna Wójcicka (Ba Lan) | 1:17,28  |

|   | Huy chương | Vận động viên               | Thời giờ |
| - | ---------- | --------------------------- | -------- |
| 1 | Vàng       | Cindy Klassen (Canada)      | 1:55,27  |
| 2 | Bạc        | Kristina Groves (Canada)    | 1:56,74  |
| 3 | Đồng       | Ireen Wüst (Hà Lan)         | 1:56,90  |
| 4 |            | Anni Friesinger (Đức)       | 1:57,31  |
| 5 |            | Chiara Siminionato (Ý)      | 1:58,76  |
| 6 |            | Ekaterina Lobyscheva (Nga)  | 1:58,87  |
| 7 |            | Christine Nesbitt (Canada)  | 1:59,15  |
| 8 |            | Jennifer Rodriguez (Hoa Kỳ) | 1:59,30  |

|   | Huy chương | Vận động viên                    | Thời giờ |
| - | ---------- | -------------------------------- | -------- |
| 1 | Vàng       | Ireen Wüst (Hà Lan)              | 4:02,43  |
| 2 | Bạc        | Renate Groenewold (Hà Lan)       | 4:03,48  |
| 3 | Đồng       | Cindy Klassen (Canada)           | 4:04,37  |
| 4 |            | Anni Friesinger (Đức)            | 4:04,59  |
| 5 |            | Claudia Pechstein (Đức)          | 4:05,54  |
| 6 |            | Daniela Anschütz-Thoms (Đức)     | 4:06,89  |
| 7 |            | Martina Sáblíková (Cộng hòa Séc) | 4:08,42  |
| 8 |            | Kristina Groves (Canada)         | 4:09,03  |

### 5000 m
|   | Huy chương | Vận động viên                    | Thời giờ |
| - | ---------- | -------------------------------- | -------- |
| 1 | Vàng       | Clara Hughes (Canada)            | 6:59,07  |
| 2 | Bạc        | Claudia Pechstein (Đức)          | 7:00,08  |
| 3 | Đồng       | Cindy Klassen (Canada)           | 7:00,57  |
| 4 |            | Martina Sablikova (Cộng hòa Séc) | 7:01,38  |
| 5 |            | Daniela Anschütz Thoms (Đức)     | 7:02,82  |
| 6 |            | Kristina Groves (Canada)         | 7:03,95  |
| 7 |            | Catherine Raney (Hoa Kỳ)         | 7:04,91  |
| 8 |            | Maren Haugli (Na Uy)             | 7:06,08  |

### Đội
|   | Huy chương | Vận động viên                                                                                            | Thời giờ |
| - | ---------- | --- | -------- |
| 1 | Vàng       | Anni Friesinger, Claudia Pechstein, Daniela Anschütz-Thoms, Lucille Opitz, Sabine Völker (Đức)           | 3:01,25  |
| 2 | Bạc        | Kristina Groves, Clara Hughes, Christine Nesbitt, Cindy Klassen, Shannon Rempel (Canada)                 | 3:02,91  |
| 3 | Đồng       | Yekaterina Abramova, Yekaterina Lobysheva, Svetlana Vysokova, Varvara Barysheva, Galina Likhachova (Nga) | thắng    |
| 4 |            | Tabata Maki, Otsu Hiromi, Ishino Eriko, Nemoto Nami, Seo Eriko (Nhật Bản)                                | rút lui  |
| 5 |            | Catherine Raney, Maria Lamb, Margaret Crowley (Hoa Kỳ)                                                   | 3:04.22  |
| 6 |            | Renate Groenewold, Moniek Kleinsman, Gretha Smit, Paulien van Deutekom, Ireen Wüst (Hà Lan)              | 3:05.62  |
| 7 |            | Hedvig Bjelkevik, Annette Bjelkevik, Maren Haugli (Na Uy)                                                | 3:06.20  |
| 8 |            | Wang Fei, Zhang Xiaolei, Ji Jia (Trung Quốc)                                                             | 3:06.91  |